# Xestia agathina
Xestia agathina (tên tiếng Anh: Heath Rustic) là một loài bướm đêm thuộc họ Noctuidae. Nó được tìm thấy ở miền tây châu Âu và Maroc.
Sải cánh dài 28–36 mm. Con trưởng thành bay từ vào tháng 9.
Ấu trùng ăn các loài Calluna.

## Hình ảnh

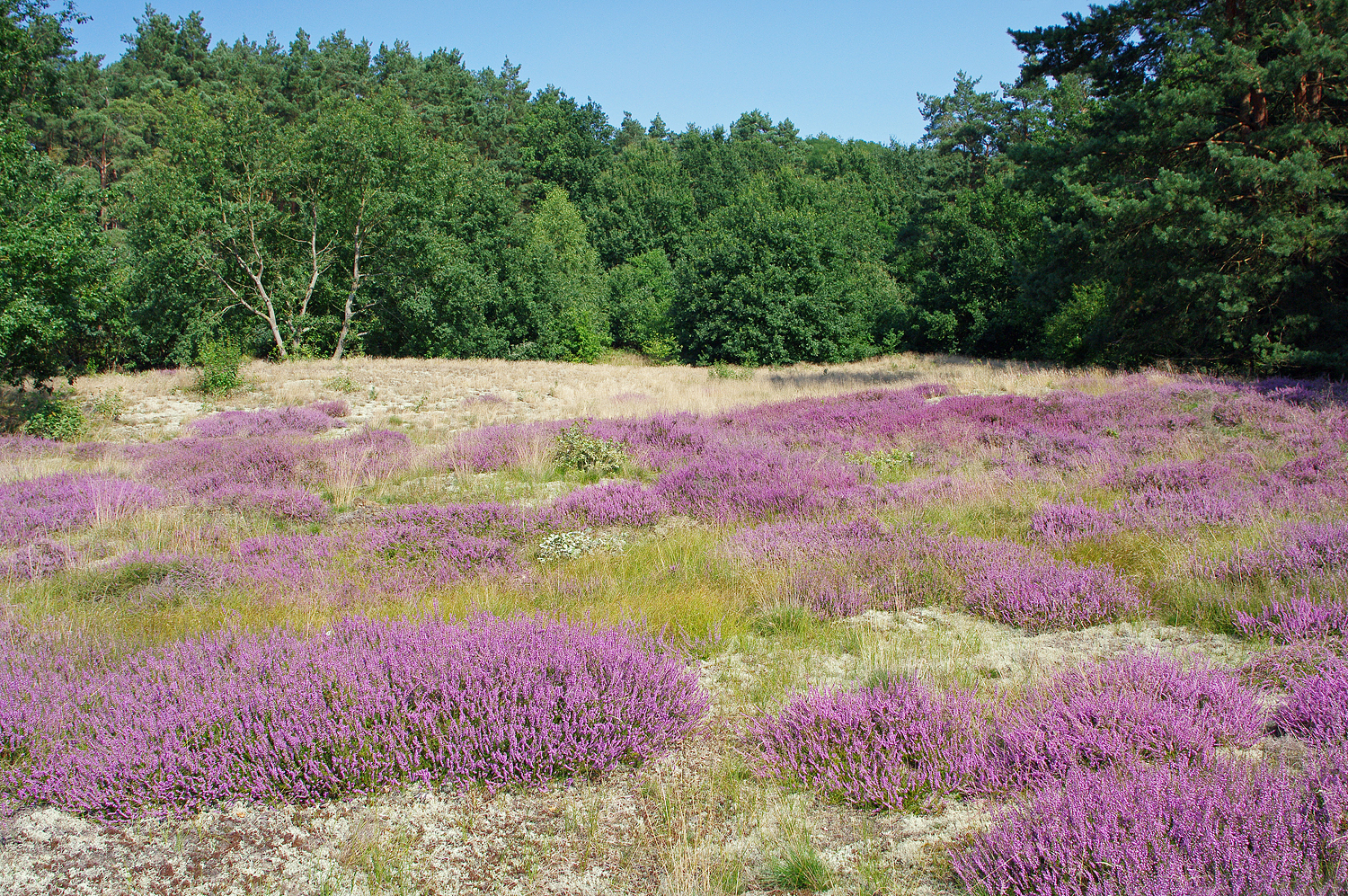
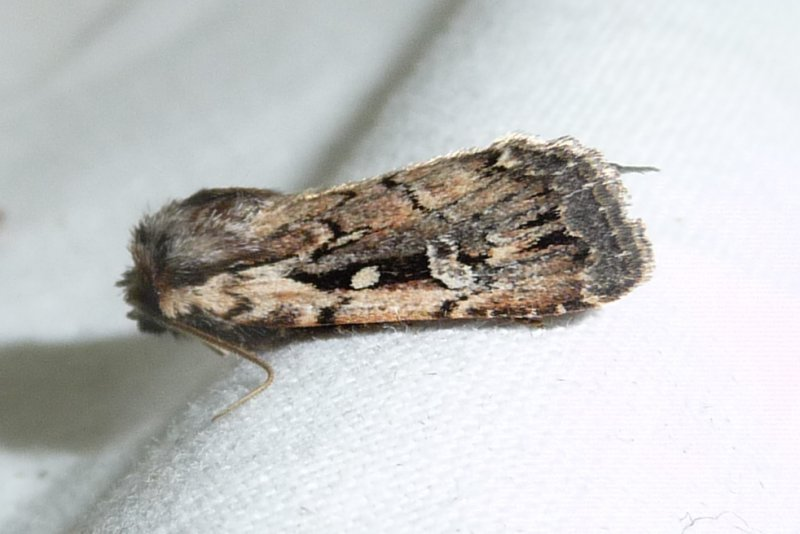
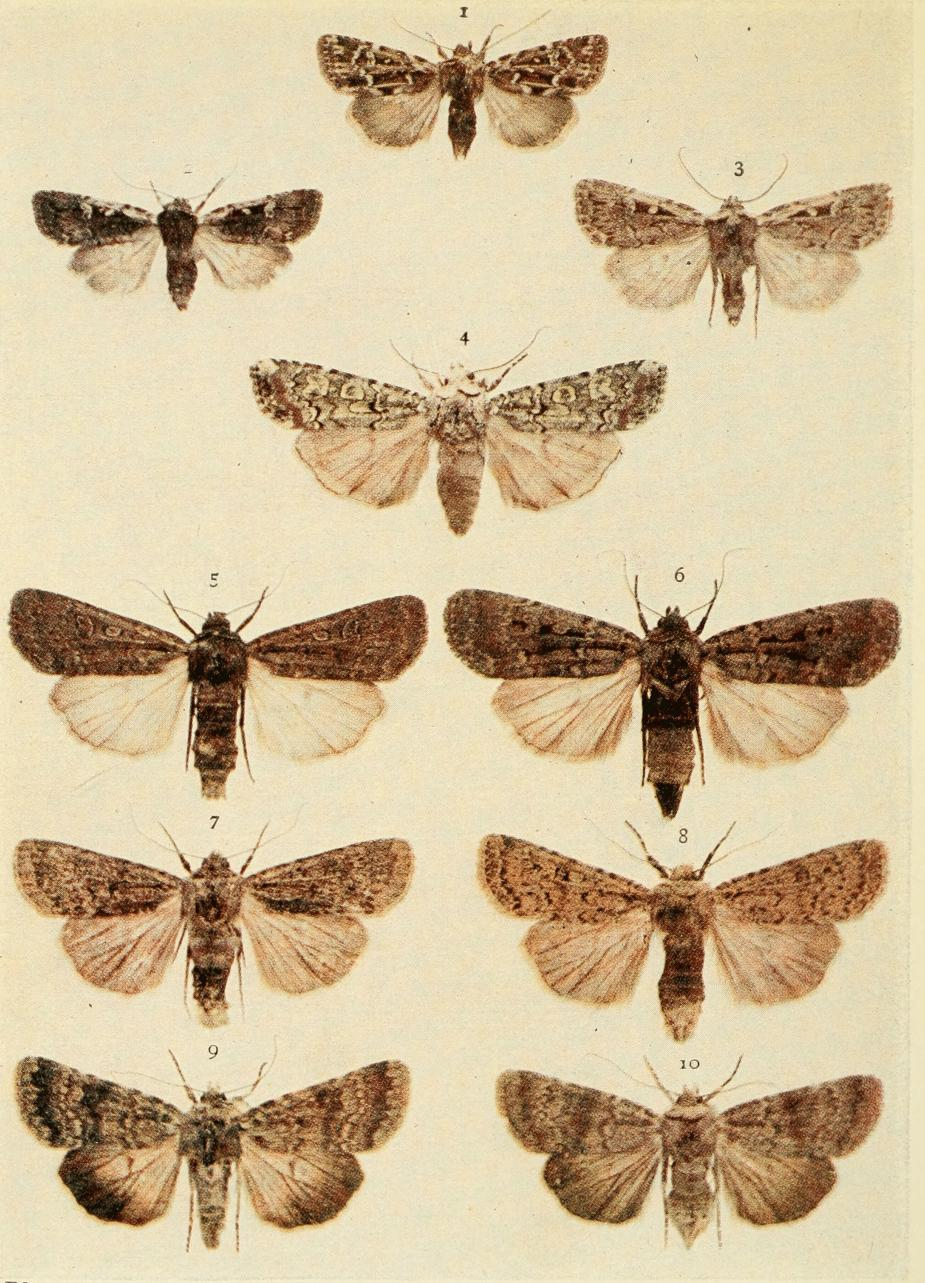
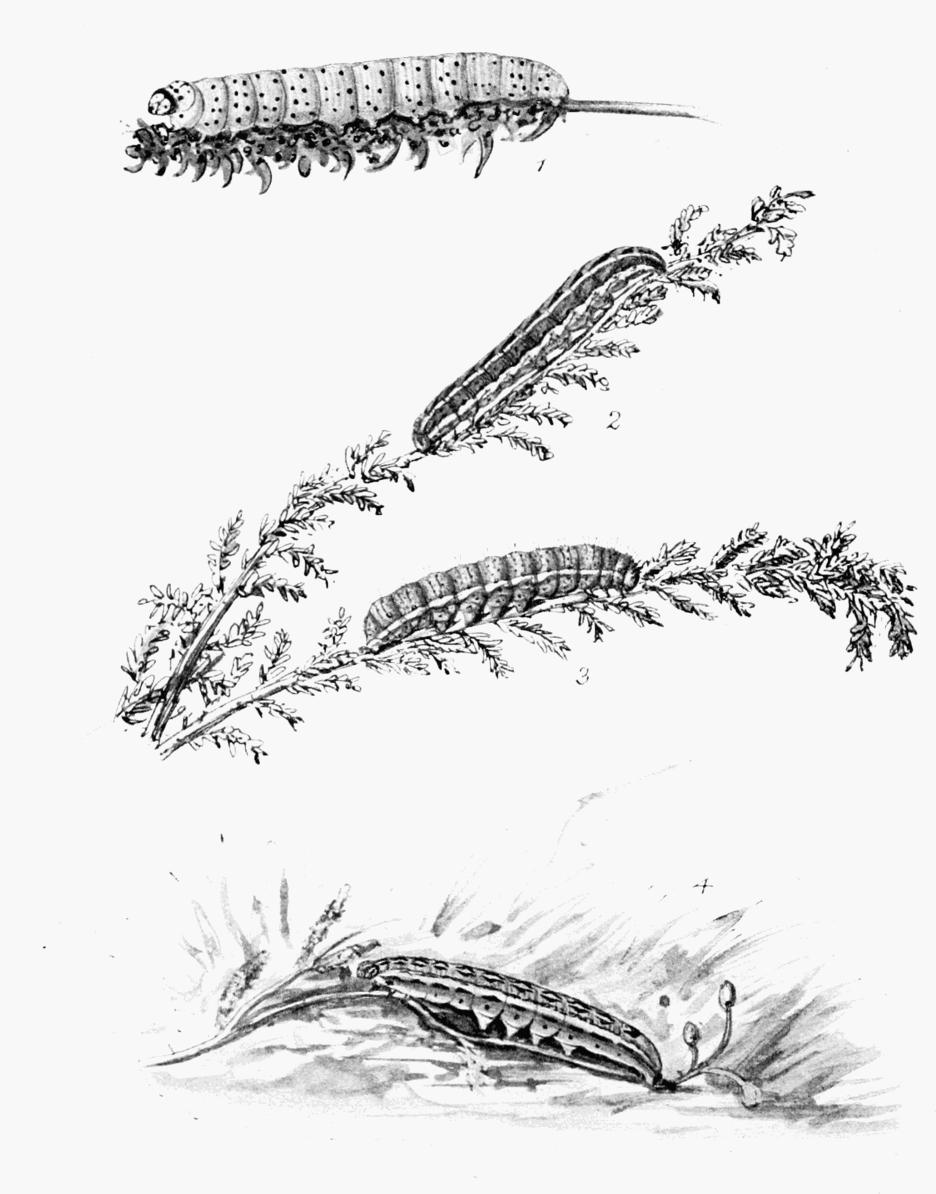